# Saut à la perche masculin aux championnats du monde d'athlétisme 2015
Pour un article plus général, voir Championnats du monde d'athlétisme 2015.
Navigation
Moscou 2013 Londres 2017
L'épreuve de saut à la perche masculin des Championnats du monde d'athlétisme de 2015 a eu lieu les 22 et 24 août 2015 dans le Stade national et olympique de Pékin (Chine), remportée par le Canadien Shawnacy Barber (photo).

## Records et performances

### Records
Les records du "saut à la perche hommes" (mondial, des championnats et par continent) étaient les suivants, avant ces championnats de 2015.
| Record du monde           | Renaud Lavillenie    | France         | 6,16m (i) | Donetsk   | 15 février 2014 |
| Record des championnats   | Dmitri Markov        | Australie      | 6,05m     | Edmonton  | 9 août 2001     |
| Record d'Afrique          | Okkert Brits         | Afrique du Sud | 6,03m     | Cologne   | 18 août 1995    |
| Record d'Asie             | Igor Potapovich      | Kazakhstan     | 5,92m (i) | Stockholm | 19 février 1998 |
| Record d'Amérique du Nord | Brad Walker          | États-Unis     | 6,04m     | Eugene    | 8 juin 2008     |
| Record d'Amérique du Sud  | Thiago Braz da Silva | Brésil         | 5,92m     | Bakou     | 24 juin 2015    |
| Record d'Europe           | Renaud Lavillenie    | France         | 6,16m (i) | Donetsk   | 15 février 2014 |
| Record d'Océanie          | Steven Hooker        | Australie      | 6,06m (i) | Boston    | 7 février 2009  |

### Performances
Les onze athlètes les plus performants en plein air de l'année sont les suivants, avant ces championnats.
| 1  | Renaud Lavillenie      | France     | 6,05m | Eugene            | 30 mai 2015     |
| 2  | Raphael Holzdeppe      | Allemagne  | 5,94m | Nuremberg         | 26 juillet 2015 |
| 3  | Shawnacy Barber        | Canada     | 5,93m | Londres           | 25 juillet 2015 |
| 4  | Thiago Braz da Silva   | Brésil     | 5,92m | Bakou             | 24 juin 2015    |
| 5  | Konstadínos Filippídis | Grèce      | 5,91m | Paris Saint-Denis | 4 juillet 2015  |
| 5  | Paweł Wojciechowski    | Pologne    | 5,84m | Lausanne          | 9 juillet 2015  |
| 7  | Sam Kendricks          | États-Unis | 5,82m | Des Moines (Iowa) | 25 avril 2015   |
| 7  | Piotr Lisek            | Pologne    | 5,82m | Bakou             | 24 juin 2015    |
| 7  | Michal Balner          | Tchéquie   | 5,82m | Bakou             | 24 juin 2015    |
| 10 | Kévin Menaldo          | France     | 5,81m | Paris Saint-Denis | 4 juillet 2015  |
| 10 | Augusto de Oliveira    | Brésil     | 5,81m | Londres           | 25 juillet 2015 |

## Athlètes inscrits
Le minimum unique de participation est fixé à 5,65 mètres. La cible prévue étant de 32 athlètes, aucun autre perchiste supplémentaire n'est invité à participer. L'Américain Andrew Irwin, qui figurait sur la liste provisoire du 15 août, n'est finalement pas engagé. Parmi les rares absents de la compétition figurent : Valentin Lavillenie (5,80 m en salle à Nevers), forfait ; et Cheyne Rahme, champion d'Afrique sortant capable de 5,41 m.
1. Renaud Lavillenie (FRA) : 6,05 m, champion d'Europe, vainqueur de la Ligue de diamant 2014
2. Raphael Holzdeppe (GER) : 5,94 m, champion sortant
3. Shawnacy Barber (CAN) : 5,93 m
4. Thiago Braz da Silva (BRA) : 5,92 m
5. Konstadínos Filippídis (GRE) : 5,91 m
6. Piotr Lisek (POL) : 5,90 m en salle, 5,82 m
7. Sam Kendricks (USA) : 5,86 m
8. Aleksandr Gripich (RUS) : 5,85 m en salle
9. Paweł Wojciechowski (POL) : 5,84 m
10. Michal Balner (CZE) : 5,82 m
11. Kévin Menaldo (FRA) : 5,81 m
12. Augusto de Oliveira (BRA) : 5,81 m
13. Robert Sobera (POL) : 5,81 m
14. Carlo Paech (GER) : 5,80 m
15. Jake Blankenship (USA) : 5,80 m
16. Germán Chiaraviglio (ARG) : 5,75 m, champion d'Amérique du Sud
17. Jan Kudlička (CZE) : 5,75 m
18. Brad Walker (USA) : 5,72 m
19. Fábio da Silva (BRA) : 5,71 m (en octobre 2014, 5,40 m en 2015)
20. Steven Lewis (GBR) : 5,71 m en salle
21. Tobias Scherbarth (GER) : 5,70 m
22. Arnaud Art (BEL) : 5,65 m
23. Ivan Horvat (CRO) : 5,65 m
24. Adrián Vallés (ESP) : 5,65 m
25. Ivan Hertlein[3] (RUS) : 5,65 m
26. Hiroki Ogita (JPN) : 5,65 m
27. Georgiy Gorokhov (RUS) : 5,65 m
28. Seito Yamamoto (JPN) : 5,65 m
29. Yao Jie (CHN) : 5,65 m
30. Mareks Ārents (LAT) : 5,65 m
31. Nikita Filippov (KAZ) : 5,65 m
32. Robert Renner (SLO) : 5,65 m
33. Zhang Wei (CHN) : 5,65 m, champion d'Asie
34. Vladyslav Revenko (UKR) : 5,65 m
35. Natán Rivera (ESA) : 4,70 m, qualifié en tant que champion NACAC

## Résultats

### Finale
| Rang               | Athlète             | Pays       | Essais | Essais | Essais | Essais | Essais | Marque | Notes |
| Rang               | Athlète             | Pays       | 5,50 m | 5,65 m | 5,80 m | 5,90 m | 6,00 m | Marque | Notes |
| ------------------ | ------------------- | ---------- | ------ | ------ | ------ | ------ | ------ | ------ | ----- |
| Médaille d'or      | Shawnacy Barber     | Canada     | o      | o      | o      | o      | 3 x    | 5,90 m |       |
| Médaille d'argent  | Raphael Holzdeppe   | Allemagne  | -      | o      | xo     | xxo    | 3x     | 5,90 m |       |
| Médaille de bronze | Paweł Wojciechowski | Pologne    | -      | o      | o      | 3x     |        | 5,80 m |       |
| Médaille de bronze | Renaud Lavillenie   | France     | -      | -      | o      | 3x     |        | 5,80 m |       |
| Médaille de bronze | Piotr Lisek         | Pologne    | o      | o      | o      | 3x     |        | 5,80 m |       |
| 6                  | Kévin Menaldo       | France     | o      | o      | xxo    | 3x     |        | 5,80 m |       |
| 7                  | Michal Balner       | Tchéquie   | o      | o      | 3x     |        |        | 5,65 m |       |
| 7                  | Tobias Scherbarth   | Allemagne  | o      | o      | 3x     |        |        | 5,65 m |       |
| 9                  | Augusto de Oliveira | Brésil     | xo     | xo     | 3x     |        |        | 5,65 m |       |
| 9                  | Ivan Horvat         | Croatie    | xo     | xo     | 3x     |        |        | 5,65 m |       |
| 9                  | Sam Kendricks       | États-Unis | xo     | xo     | 3x     |        |        | 5,65 m |       |
| 9                  | Germán Chiaraviglio | Argentine  | xo     | xo     | 3x     |        |        | 5,65 m |       |
| 13                 | Jan Kudlička        | Tchéquie   | o      | 3x     |        |        |        | 5,50 m |       |
| 13                 | Robert Renner       | Slovénie   | o      | 3x     |        |        |        | 5,50 m |       |
| 15                 | Robert Sobera       | Pologne    | xo     | 3x     |        |        |        | 5,50 m |       |
| -                  | Ivan Hertlein       | Russie     | 3x     |        |        |        |        | NM     |       |

### Qualifications
Critères pour la finale : 5,70 mètres (Q), ou faire partie des 12 meilleurs sauteurs.
| Rang | Groupe | Athlète                | Nationalité | 5,20m | 5,40m | 5,55m | 5,65m | 5,70m | Résultat | Notes |
| ---- | ------ | ---------------------- | ----------- | ----- | ----- | ----- | ----- | ----- | -------- | ----- |
| 1    | B      | Renaud Lavillenie      | France      | -     | -     | -     | -     | o     | 5,70 m   | Q     |
| 1    | A      | Sam Kendricks          | États-Unis  | o     | o     | o     | o     | o     | 5,70 m   | Q     |
| 1    | B      | Paweł Wojciechowski    | Pologne     | -     | o     | o     | o     | o     | 5,70 m   | Q     |
| 1    | B      | Jan Kudlička           | Rép.Tchèque | -     | o     | -     | o     | o     | 5,70 m   | Q     |
| 1    | B      | Robert Sobera          | Pologne     | -     | o     | o     | o     | o     | 5,70 m   | Q     |
| 1    | B      | Robert Renner          | Slovénie    | -     | o     | o     | o     | o     | 5,70 m   | Q, NR |
| 7    | B      | Tobias Scherbarth      | Allemagne   | -     | o     | o     | x-    | o     | 5,70 m   | Q, SB |
| 7    | A      | Michal Balner          | Rép.Tchèque | -     | o     | o     | xo    | o     | 5,70 m   | Q     |
| 7    | A      | Shawnacy Barber        | Canada      | -     | o     | o     | xo    | o     | 5,70 m   | Q     |
| 7    | A      | Piotr Lisek            | Pologne     | -     | o     | o     | xo    | o     | 5,70 m   | Q     |
| 11   | A      | Augusto de Oliveira    | Brésil      | -     | o     | xxo   | o     | o     | 5,70 m   | Q     |
| 12   | A      | Ivan Hertlein          | Russie      | xo    | xo    | xxo   | xo    | o     | 5,70 m   | Q, PB |
| 13   | A      | German Chiaraviglio    | Argentine   | o     | o     | o     | o     | xo    | 5,70 m   | Q     |
| 14   | A      | Kévin Menaldo          | France      | -     | o     | xo    | o     | xo    | 5,70 m   | Q     |
| 15   | A      | Ivan Horvat            | Croatie     | -     | o     | o     | o     | xxo   | 5,70 m   | Q, NR |
| 15   | A      | Raphael Holzdeppe      | Allemagne   | -     | -     | -     | -     | xxo   | 5,70 m   | Q     |
| 17   | B      | Aleksandr Gripich      | Russie      | -     | o     | o     | o     | 3x    | 5,65 m   |       |
| 17   | B      | Carlo Paech            | Allemagne   | -     | -     | o     | o     | 3x    | 5,65 m   |       |
| 19   | B      | Thiago Braz da Silva   | Brésil      | -     | -     | xxo   | o     | 3x    | 5,65 m   |       |
| 20   | B      | Hiroki Ogita           | Japon       | -     | o     | o     | xo    | 3x    | 5,65 m   | SB    |
| 20   | A      | Brad Walker            | États-Unis  | -     | o     | o     | xo    | 3x    | 5,65 m   |       |
| 22   | B      | Yao Jie                | Chine       | xo    | o     | o     | xo    | 3x    | 5,65 m   | PB    |
| 23   | B      | Georgiy Gorokhov       | Russie      | o     | o     | xxo   | xxo   | 3x    | 5,65 m   | PB    |
| 23   | A      | Seito Yamamoto         | Japon       | -     | xo    | xo    | xxo   | 3x    | 5,65 m   | SB    |
| 25   | A      | Mareks Ārents          | Lettonie    | o     | o     | o     | 3x    |       | 5,55 m   |       |
| 25   | B      | Konstadínos Filippídis | Grèce       | -     | o     | o     | 3x    |       | 5,55 m   |       |
| 27   | B      | Jacob Blankenship      | États-Unis  | -     | xo    | o     | 3x    |       | 5,55 m   |       |
| 28   | A      | Zhang Wei              | Chine       | o     | xxo   | o     | 3x    |       | 5,55 m   |       |
| 29   | A      | Steven Lewis           | Royaume-Uni | o     | o     | 3x    |       |       | 5,40 m   |       |
| 30   | B      | Nikita Filippov        | Kazakhstan  | o     | xo    | 3x    |       |       | 5,40 m   |       |
| 31   | B      | Adrián Vallés          | Espagne     | o     | xxo   | -     | xx-   | x     | 5,40 m   |       |
| 31   | A      | Arnaud Art             | Belgique    | -     | xxo   | 3x    |       |       | 5,40 m   |       |
| 33   | A      | Fabio Gomes da Silva   | Brésil      | o     | 3x    |       |       |       | 5,25 m   |       |
| 33   | B      | Vladyslav Revenko      | Ukraine     | o     | 3x    |       |       |       | 5,25 m   |       |
|      | A      | Natán Rivera           | Salvador    | 3x    |       |       |       |       | NM       |       |

## Légende
- Hauteur de sauts atteinte (en mètres) :
  - o : dès le 1er essai
  - xo : au 2e essai
  - xxo : au 3e essai
- 3 X : hauteur non atteinte au terme de 3 essais au maximum

Records et Performances
- AR : Record continental (area record)
- CR : Record des championnats (championship record)
- MR : Record du meeting (meet record)
- NR : Record national (national record)
- OR : Record olympique (olympic record)
- PR : Record paralympique (paralympic record)
- PB : Record personnel (personal best)
- SB : Meilleure performance personnelle de la saison (season's best)
- WL : Meilleure performance mondiale de l'année (world leader)
- WJR : Record du monde junior (world junior record)
- WR : Record du monde (world record)

Circonstances et Conditions
- DNF : N'a pas terminé (did not finish)
- DNS : N'a pas pris le départ (did not start)
- DQ : Disqualification (disqualification)
- NM : Aucun essai valable enregistré (No Mark)
- Q : Qualifié « directement » au prochain tour (ou à la prochaine compétition), lors d'une compétition majeure, grâce au classement ou à la réalisation des minima (automatic qualifier)
- q : Qualifié au prochain tour (ou à la prochaine compétition), lors d'une compétition majeure, grâce au repêchage ou à la réalisation de l'une des meilleures performances parmi celles des « non qualifiés directement » (grâce au meilleur temps ou à la meilleure distance par exemple) (secondary qualifier)

- NM : non mesuré (not measured) ?